# Валов
Валов, или глацијално или ледничко корито, је долина којом се креће ледник. Његов попречни профил има стрме стране и широко, заравњено дно. Најчешће наслеђује речну долину. У општем случају, речна долина има попречни профил латиничног слова В. Стране речних долина могу бити блаже или стрмије, али никада не могу бити толико стрме као што су стране валова. Ово повећање нагиба долинских страна код валова у односу на речну долину објашњава се вертикалном глацијалном ерозијом, која је условљена тежином ледника. Кретањем низ долину, ледник врши подсецање и поткопавање њених страна, чиме изазива колувијалне појаве, пре свега одроњавање и осипање. Због недостатка воде практично нема појава делувијалног и пролувијалног процеса, који би могли ублажити долинске стране валова.
За разлику од речне долине, чији талвег има континуиран пад, уздужни профил валова нема континуиран пад. На њему се јављају бројне депресије, раздвојене преградама од метарских до декаметарских висина. Депресије условљавају додатно гомилање леда. Повећањем масе леда повећава се и његова ерозиона моћ, чиме се депресије све више продубљавају, а преграде између њих постају све више. После повлачења ледника, након завршетка глацијалног процеса, у тим депресијама формирају се језера, тако што се вода допуњава атмосферским падавинама и површинским водама. Постоје бројна језера која су настала на овај начин: Боденско, Циришко, Женевско и Нешателско језеро у Швајцарској; Бледско и Бохињско језеро у Словенији, итд.